# محطة زهونغشان
محطة زهونغشان (الصينية: 中山站; بن-ين: Zhōngshān Zhàn) هي ثاني محطة صينية في أنتاركتيكا وافتتحت في 26 فبراير 1989.
المحطة يديرها معهد البحوث القطبية في الصين. وهي موجودة في 69°22′44″S 76°22′40″E / 69.37889°S 76.37778°E، على ارسيمان هيلز في خليج بريدز في شرق أنتاركتيكا، على بعد بضعة كيلومترات من محطة التقدم الثانية الروسية والصيف فقط محطة لاو الأسترالية الصيفية.
المحطة يتم زيارتها سنويا من قبل سفينة الدعم الصينية م ف كزو لونغ.
المحطة يمكنها استيعاب 60 فردا في الصيف و 25 في فصل الشتاء. انها قاعدة للبحوث البحرية، والعلوم الجليدية، والجيولوجية، والغلاف الجوي للرحلات الداخلية، مثل محطة كونلون في القمة أ.

## وصلات خارجية
- الموقع الرسمي